# Hidróxido metálico
Los hidróxidos metálicos son hidróxidos de metales. A menudo son bases fuertes. Se componen de aniones de hidróxido y cationes metálicos. Algunos hidróxidos metálicos, como los hidróxidos de metales alcalinos, se ionizan por completo cuando se disuelven. Ciertos hidróxidos metálicos son electrolitos débiles y se disuelven solo parcialmente en solución acuosa.

## Ejemplos
- Hidróxido de aluminio
- Hidróxido de berilio
- Hidróxido de cobalto (II)
- Hidróxido de cobre (II)
- Hidróxido de curio
- Hidróxido de oro (III)
- Hidróxido de hierro(II)
- Hidróxido de mercurio (II)
- Hidróxido de níquel(II)
- Hidróxido de estaño (II)
- Hidróxido de uranilo
- Hidróxido de zinc
- Hidróxido de circonio (IV)
- Hidróxido de litio
- Hidróxido de rubidio
- Hidróxido de cesio
- Hidróxido de sodio
- Hidróxido de potasio

### Otros hidróxidos metálicos
- Hidróxido de galio (III)
- Hidróxido de plomo (II)
- Hidróxido de talio (I)
- Hidróxido de talio (III)

## Papel en los suelos
En los suelos, liberan mayores cantidades de fenoles naturales a partir de la hojarasca de plantas en descomposición que de la precipitación en cualquier comunidad de plantas naturales. La descomposición del material vegetal muerto hace que los compuestos orgánicos complejos se oxiden lentamente (humus similar a la lignina) o se descompongan en formas más simples (azúcares y aminoazúcares, ácidos orgánicos alifáticos y fenólicos), que luego se transforman en biomasa microbiana (humus microbiano) o se reorganizan y luego se oxidan en ensamblajes húmicos (ácidos fúlvico y húmico), que se unen a minerales arcillosos e hidróxidos metálicos.